# 紀ノ貴紀
紀ノ 貴紀（きの たかのり、1992年4月14日 - ）は、日本の男性声優。愛知県出身。ヒューマンアカデミー名古屋校卒業後、アクロス エンタテインメント所属。

## 出演

### テレビアニメ
- GANGSTA.（2015年、チンピラ）
- 約束のネバーランド（2019年、無線）
- 異世界チート魔術師（2019年、バラダー）
- ゴー!ゴー!びーくるずー（2023年、ゴットン[2]）
- ハイガクラ（2024年、曹国舅）

### ゲーム
- きゅんPON!（2016年、竹若和馬、ギルネスト）
- フェアリーテイル ブレイブサーガ（2016年）
- ポイッとヒーロー（2016年、クサナギ、ラッセル）
- ロストレガリア（2016年、町人）

### ナレーション
- 【BS10】「It's SHOWタイム」
- デュエル・マスターズ!未来はジョージョー!?ジョーカーズVS自然文明VS闇文明スペシャル!
- 【ムービープラス】「映画館へ行こう」（2019年10月 - ）
- 「劇場版 SPY×FAMILY CODE: White」公開記念特番（2023年12月25日、テレビ東京）

### その他コンテンツ
- 日立 世界・ふしぎ発見!（ボイスオーバー）
- ゴシップ#彼女が知りたい本当の○○ 第6話（2022年2月10日、フジテレビ）-  声の出演